# Callopsis volkensii
Callopsis volkensii är en kallaväxtart som beskrevs av Adolf Engler. Callopsis volkensii ingår i släktet Callopsis och familjen kallaväxter. Inga underarter finns listade.

## Bildgalleri

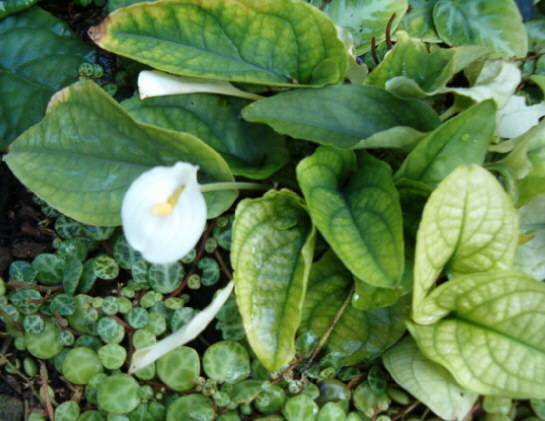
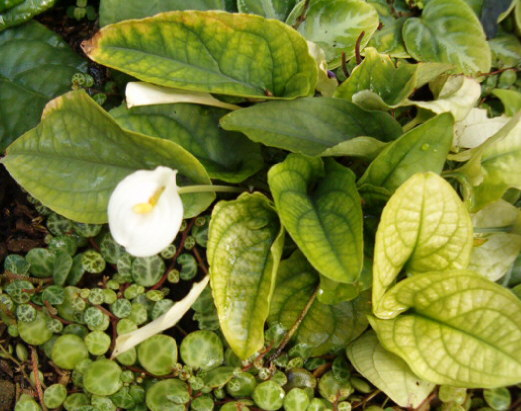
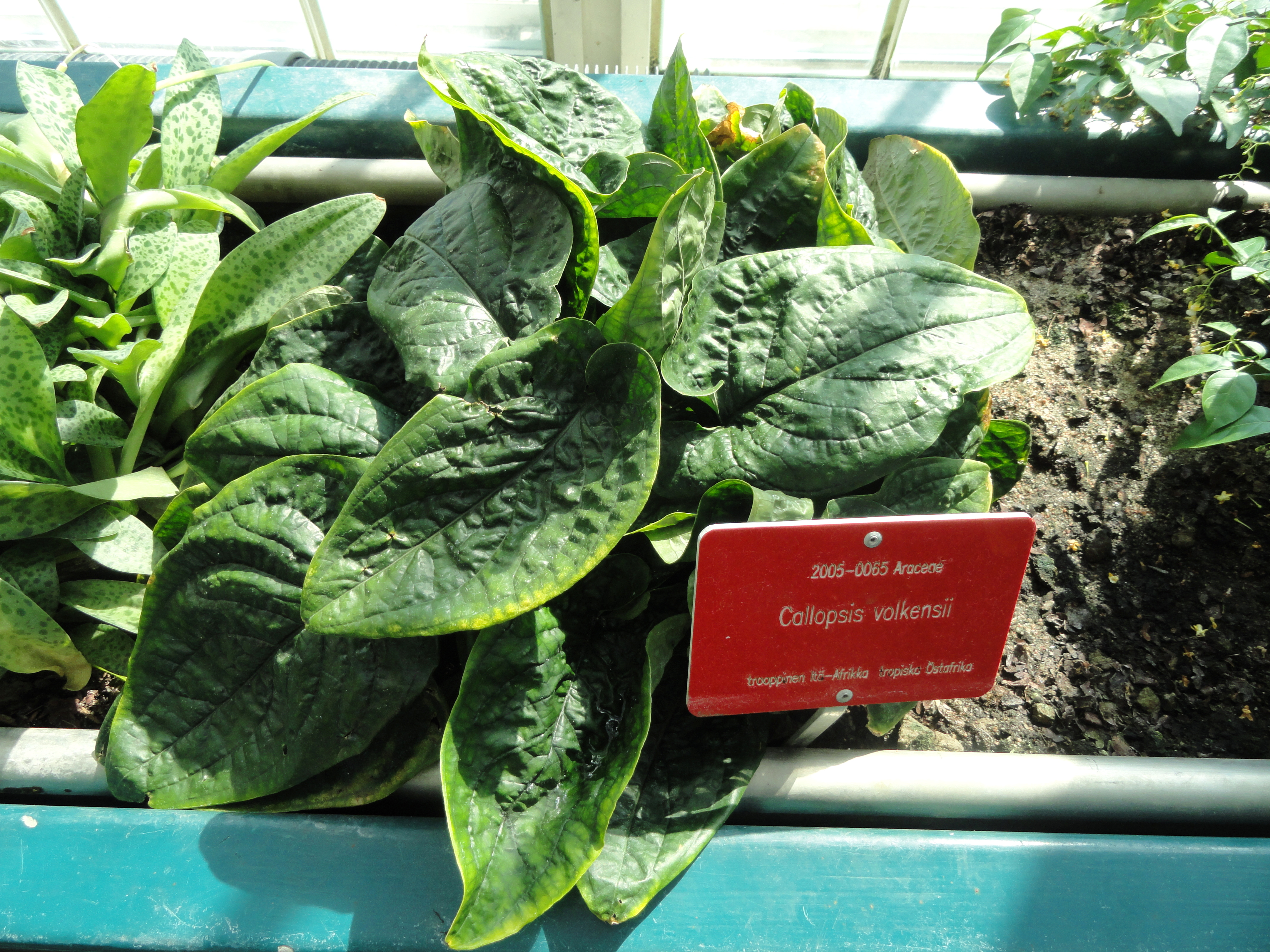